# Plexaurella regia
Plexaurella regia is een zachte koraalsoort uit de familie Plexauridae. De koraalsoort komt uit het geslacht Plexaurella. Plexaurella regia werd in 1986 voor het eerst wetenschappelijk beschreven door Barreira e Castro. 